# تورال رضایف
تورال رضایف (ترکی آذربایجانی: Tural Rzayev؛ زادهٔ ۲۶ اوت ۱۹۹۳) بازیکن فوتبال است.